# En jycke i klassen
En jycke i klassen (engelska: Teacher's Pet) är en tecknad TV-serie av Williams Street och ursprungligen visad under perioden 9 september 2000-10 maj 2002.
Den handlar om en ung pojke vid namn Leonard som bor med sin mamma i ett villområde nära skolan. Han har tre husdjur; hunden Pax, katten Misse Munter och fågeln Figaro. Leonard är mobbad i skolan, bland annat för att hans mamma är klassens lärarinna och för att hon brukar skämma ut honom i klassrummet genom att krama om honom. 
En dag (i avsnitt 1) upptäcker Leonard att alla hans tre husdjur kan prata, och att hunden Pax helt plötsligt vill byta liv och bli en pojke. Han klär sig i kläder och börjar att gå i Leonards klass där han genast blir klassens plugghäst och idol. Bara Leonard, Misse Munter och Figaro vet om att "Max" (som hunden byter namn till) är en hund. Under serien råkar både Leonard och "Max" ut för en hel del utmaningar om att hålla masken. Samtidigt så har Leonard problem med att bevisa sin kärlek till en tjej i klassen som råkar vara dotter till skolans rektor.
I Sverige visades serien i AdultSwimdags med start 25 augusti 2001 och har även visats i Toonami.

## Svenska röster
- Pax/Max - Niclas Ekholm
- Leonard - Tim Wahlgren
- Leonards mamma - Lena Persson
- Misse Munter - Guy de la Berg
- Figaro - Pierre Lindstedt/Roland Hedlund
- Rektor Strickler - Lars Lind/Jan Modin